# Mariazell

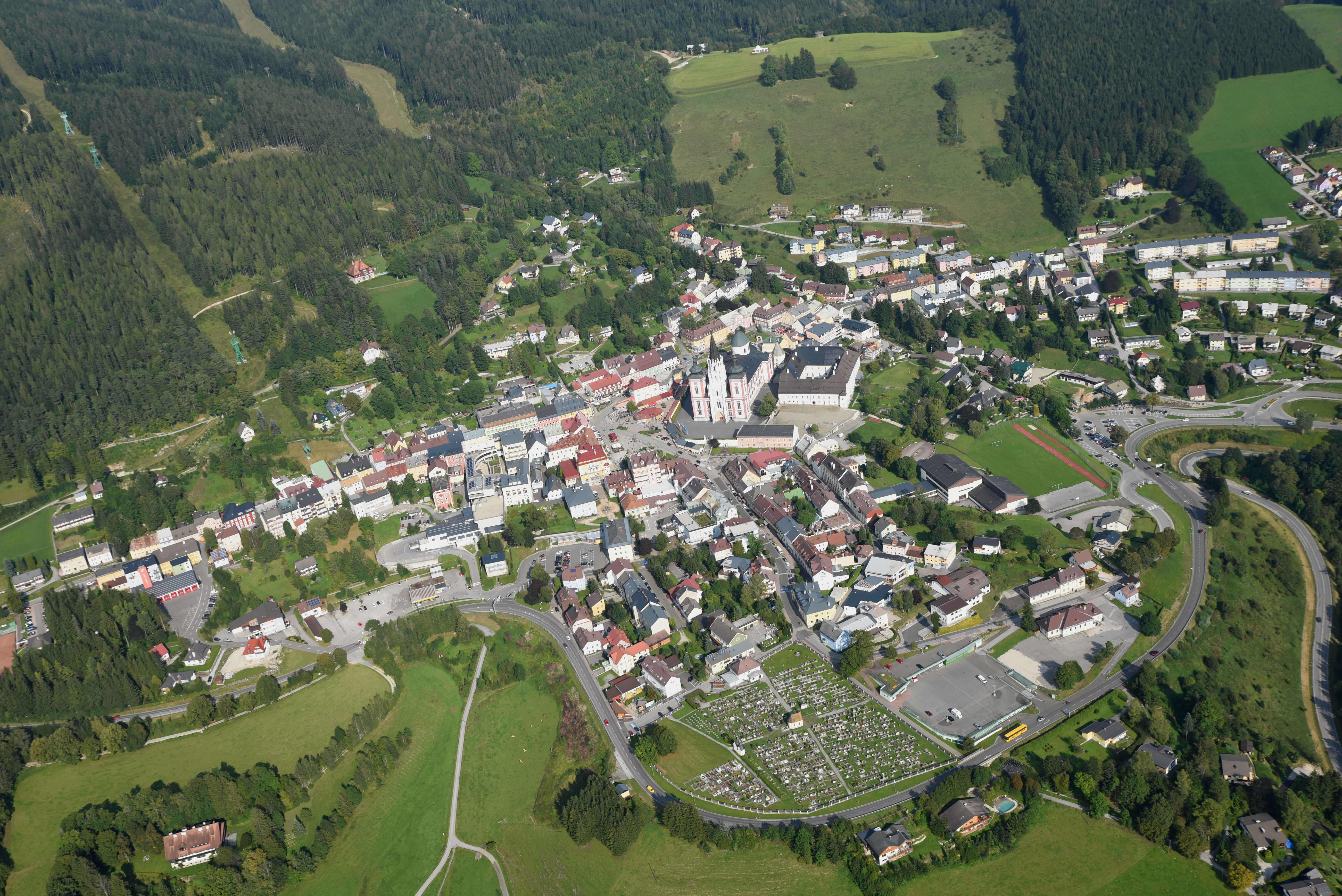
Ortskern von Mariazell (Luftbild)

Mariazell ist eine Stadtgemeinde in der nördlichen Obersteiermark nahe der niederösterreichischen Grenze mit 3547 Einwohnern (Stand 1. Jänner 2025). Mariazell liegt im Gerichtsbezirk Bruck an der Mur, im politischen Bezirk Bruck-Mürzzuschlag und ist die flächengrößte Gemeinde der Steiermark sowie nach Sölden in Tirol und der Bundeshauptstadt Wien die drittgrößte in Österreich. Mariazell ist außerdem die höchstgelegene Stadtgemeinde Österreichs auf einer Höhe von 868 Metern liegend.
Mariazell ist durch die Gnadenstatue Magna Mater Austriae in der Basilika Mariä Geburt mit Abstand der wichtigste Wallfahrtsort Österreichs und darüber hinaus auch für viele Katholiken in den östlichen Nachbarländern von Bedeutung. Auch Wintersport wird in Mariazell betrieben.

## Geographie
Mariazell ist die nördlichste Gemeinde der Steiermark und befindet sich im Gebiet der nördlichen Kalkalpen. Gemäß der Alpenvereinseinteilung der Ostalpen hat das Gemeindegebiet Anteile an den Ybbstaler Alpen, den Türnitzer Alpen, den Mürzsteger Alpen und an der Hochschwab-Gruppe. Die höchste Erhebung im Gemeindegebiet ist der 2153 m ü. A. hohe Ringkamp, daneben sind noch die Hochweichsel (2006 m), die Hohe Veitsch (1981 m), die Kräuterin (1919 m), die Tonion (1699 m), der Große Zellerhut (1639 m), der Hohe Student (1539 m) sowie die Wetterin (1530 m) zu nennen. Der Ort Mariazell selbst liegt auf einer schiefen Hochfläche am Hang der Mariazeller Bürgeralpe, welche als Ausflugsberg und Skigebiet bekannt ist.
Die Salza ist die zentrale Wasserader des Mariazellerlandes. Daneben existieren mit dem Erlaufsee und der Erlauf sowie dem Hubertussee samt der Walster noch weitere nennenswerte Gewässer im Gemeindegebiet. Ebenso verläuft die II. Wiener Hochquellenleitung durch das Gemeindegebiet.
Das Mariazellerland ist von Pässen umgeben und von Mürzzuschlag aus über den Lahnsattel oder das Niederalpl, von Kapfenberg über den Steirischen Seeberg, von Lunz am See über den Zellerrain und von St. Pölten über den Annaberg und Josefsberg bzw. über das Kernhofer Gscheid erreichbar. Einzig von Liezen kommend ist entlang der Salza kein Pass zu überwinden.

### Gemeindegliederung

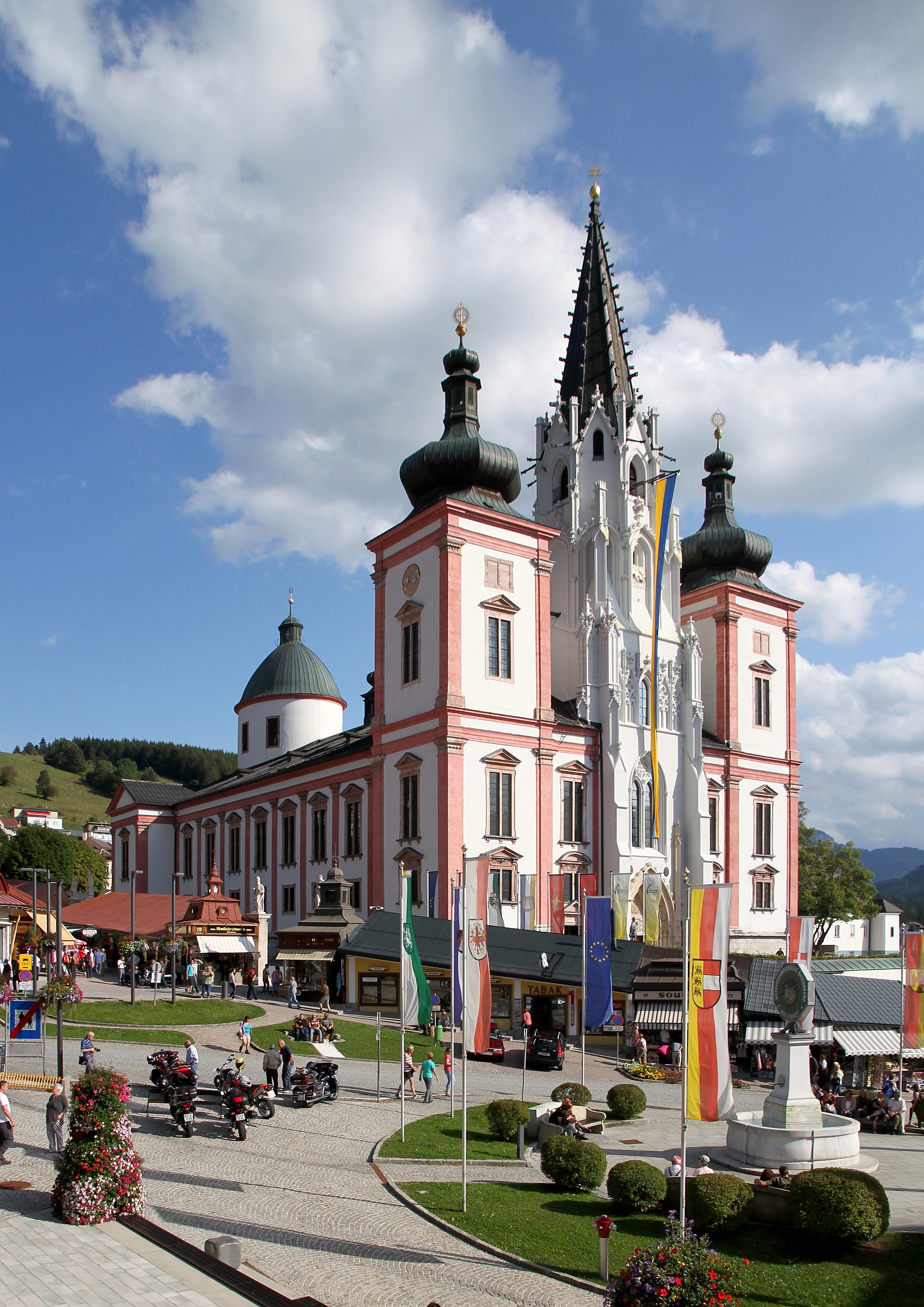
Ansicht der Basilika von Mariazell, 2011

Seit 2015 ist Mariazell im Rahmen der Gemeindestrukturreform in der Steiermark mit den vordem selbständigen Gemeinden Gußwerk, Halltal und St. Sebastian vereinigt.
Das Gemeindegebiet umfasst folgende 16 Ortschaften (Einwohner Stand 1. Jänner 2025):
- Aschbach (51)
- Freingraben (0)
- Gollrad (116)
- Greith (57)
- Grünau (101)
- Gußwerk (771)
- Halltal (189)
- Mariazell (1201)
- Mooshuben (63)
- Rasing (51)
- Rechengraben (13)
- Sankt Sebastian (832)
- Schöneben (0)
- Walstern (14)
- Wegscheid (56)
- Weichselboden (32)

Die fünf Katastralgemeinden sind (Fläche Stand 31. Dezember 2023):
- Aschbach (17.132,03 ha)
- Halltal (7.455,3 ha)
- Mariazell (643,68 ha)
- St. Sebastian (4.742,57 ha)
- Weichselboden (11.440,56 ha)

### Nachbargemeinden
Mariazell besitzt aufgrund seiner großen Gemeindefläche neun Nachbargemeinden, welche sich auf zwei Bundesländer und vier Bezirke aufteilen.
Im Uhrzeigersinn lauten diese:
- Neuberg an der Mürz (Bezirk Bruck-Mürzzuschlag, Steiermark)
- St. Barbara im Mürztal (Bezirk Bruck-Mürzzuschlag, Steiermark)
- Turnau (Bezirk Bruck-Mürzzuschlag, Steiermark)
- Thörl (Bezirk Bruck-Mürzzuschlag, Steiermark)
- Wildalpen (Bezirk Liezen, Steiermark)
- Gaming (Bezirk Scheibbs, Niederösterreich)
- Mitterbach am Erlaufsee (Bezirk Lilienfeld, Niederösterreich)
- Annaberg (Bezirk Lilienfeld, Niederösterreich)
- St. Aegyd am Neuwalde (Bezirk Lilienfeld, Niederösterreich)

### Klima
Das Mariazellerland besitzt ein winterkaltes und nur mäßig sommerwarmes bis kühles Klima. Es ist maritim geprägt und durch die Lage Mariazells am Nordstau der Alpen sehr niederschlagsreich. Mit 41,7 % relativer Sonnenscheindauer „zählt der Mariazeller Raum zu den am meisten benachteiligten Gebieten Österreichs. Die Wald- und Baumgrenzen zählen zu den niedrigsten in Österreich.“ Besonders kalt werden kann es zum Beispiel im Halltal, wo die Temperaturminima −30 °C unterschreiten. Die günstigste Jahreszeit ist der Herbst (im Oktober 51 % relative Sonnenscheindauer). Der Wind weht meist aus nordwestlicher Richtung, wobei auch oft föhnige Effekte aus südlicher Richtung auftreten (Fallwinde aus Richtung Hochschwab-Veitsch-Rax).
Die Winter gelten als relativ schneesicher, durchschnittlich gibt es an 121 Tagen im Jahr eine Schneedecke. Zudem treten jährlich durchschnittlich 146 Frosttage und 32 Eistage auf, demgegenüber stehen jährlich 19 Sommertage und 1 Tropentag.
|                        | Jan  | Feb  | Mär  | Apr  | Mai  | Jun   | Jul   | Aug   | Sep  | Okt  | Nov  | Dez  |   |         |
| Mittl. Temperatur (°C) | −2,3 | −1,6 | 1,4  | 4,8  | 10,3 | 13,1  | 15,0  | 14,7  | 11,1 | 6,9  | 1,4  | −1,5 | ⌀ | 6,2     |
| Mittl. Tagesmax. (°C)  | 2,4  | 3,5  | 6,7  | 10,5 | 16,4 | 18,4  | 21,0  | 21,1  | 17,4 | 12,9 | 6,3  | 2,8  | ⌀ | 11,7    |
| Mittl. Tagesmin. (°C)  | −5,8 | −5,2 | −2,3 | 0,6  | 5,3  | 8,3   | 10,1  | 10,1  | 6,9  | 2,9  | −1,9 | −4,7 | ⌀ | 2,1     |
|                        |      |      |      |      |      |       |       |       |      |      |      |      |   |         |
| Niederschlag (mm)      | 72,0 | 56,0 | 79,3 | 74,7 | 105  | 123,5 | 144,7 | 107,9 | 98   | 66,8 | 72,1 | 81,3 | Σ | 1.081,3 |
|                        |      |      |      |      |      |       |       |       |      |      |      |      |   |         |
| Regentage (d)          | 10,4 | 9,8  | 11,9 | 11,9 | 12,9 | 13,7  | 13,9  | 11,9  | 11,0 | 9,2  | 11,2 | 12,5 | Σ | 140,3   |
|                        |      |      |      |      |      |       |       |       |      |      |      |      |   |         |
| Luftfeuchtigkeit (%)   | 81,9 | 82,5 | 83   | 83,8 | 83,1 | 84,8  | 85,9  | 88,3  | 89   | 85   | 84,5 | 83,2 | ⌀ | 84,6    |

| −5,8 |

| −5,2 |

| −2,3 |

| 0,6 |

| 5,3 |

| 8,3 |

| 10,1 |

| 10,1 |

| 6,9 |

| 2,9 |

| −1,9 |

| −4,7 |

| −5,8 |

| −5,2 |

| −2,3 |

| 0,6 |

| 5,3 |

| 8,3 |

| 10,1 |

| 10,1 |

| 6,9 |

| 2,9 |

| −1,9 |

| −4,7 |

## Geschichte

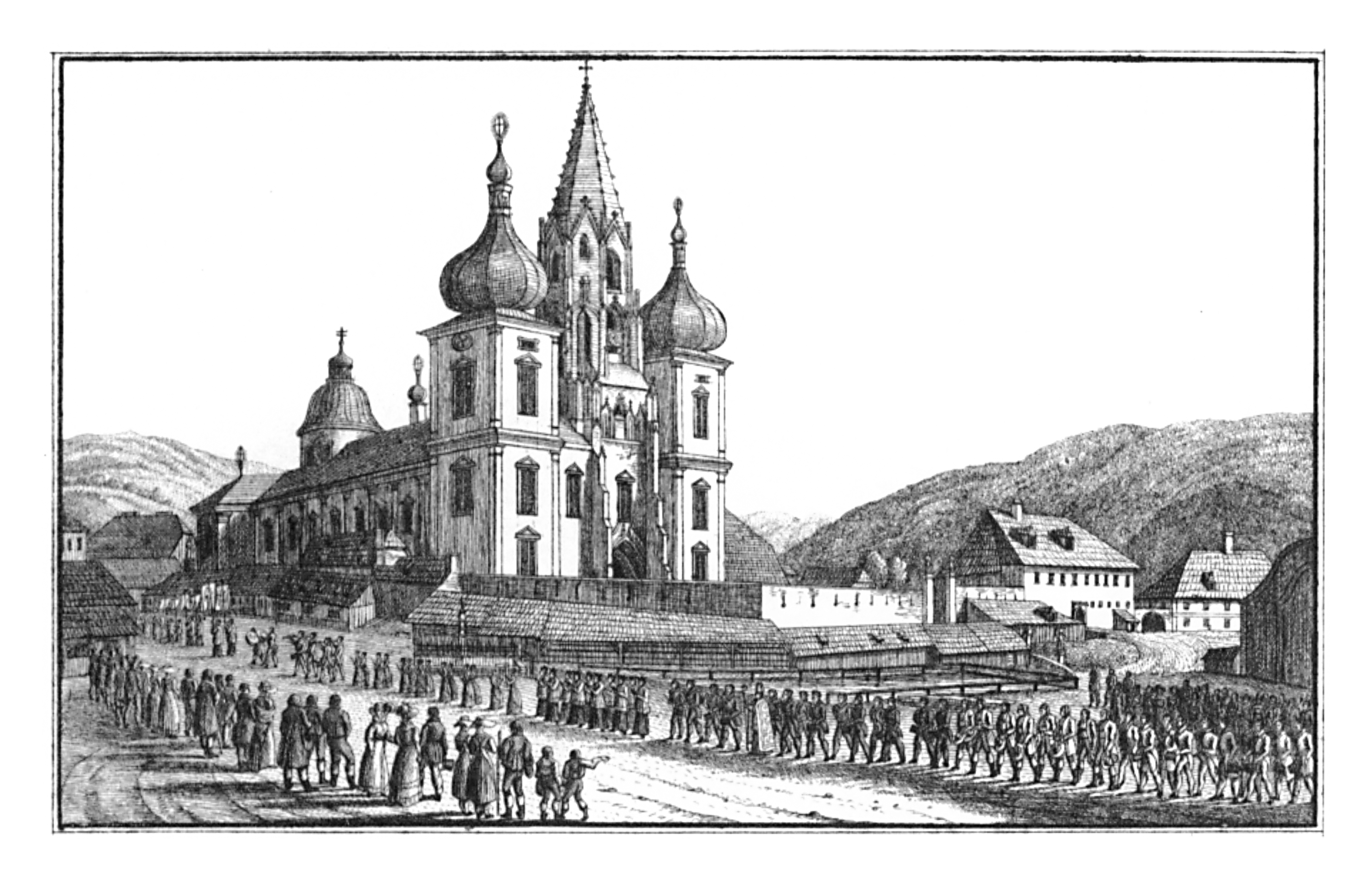
Mariazell, Einzug der Grazer Prozession,
Lithographie um 1830

### Frühzeit
In vorchristlicher Zeit und im ersten Jahrhundert nach Christus sind im Tal des heutigen Mariazellerlandes keine größeren bzw. geschlossenen Siedlungen nachweisbar. Berg- und Flussnamen keltischen Ursprungs in der Region geben jedoch Hinweise auf kleinere Siedlungen. Auch dürften den Kelten die Salzquellen im Halltal nicht unbekannt gewesen sein.
Ab etwa 200 v. Chr. gehörte das Mariazellerland zum Königreich Noricum, zu dem sich mehrere keltische Stämme zusammengeschlossen hatten.
Im 1. Jahrhundert v. Chr. war den Römern der Salzweg vom Halltal in das Traisental schon bekannt, die seit etwa 170 v. Chr. einen Freundschaftsvertrag mit dem Königreich Noricum geschlossen hatten. 15 v. Chr. gliederte Kaiser Augustus Noricum als autonomes Gebiet dem Römischen Reich an. Kaiser Claudius (41–54) kassierte die noch bestehenden Sonderrechte und machte eine römische Provinz daraus. Einigen Berichten zufolge existierte ein Römerweg von Neuhaus kommend über den Zellerrain und die Brunnsteiner Marmorbrüche in die Mariazeller Gegend.
Unter dem Ansturm der Hunnen brach die römische Herrschaft in der Gegend am Beginn des 5. Jahrhunderts weitgehend zusammen. Germanische Teilstämme, die bereits von Rom innerhalb der Reichsgrenzen auf dem späteren österreichischen Boden angesiedelt worden waren, begannen neben den noch vorhandenen Alpenromanen neue Siedlungen anzulegen. 476 ging die Herrschaft südlich des Alpenhauptkammes, in Binnennorikum, auf den herulischen Heermeister Odoaker über, nördlich davon, in Ufernorikum an die germanischen Rugier. 489 ging die Herrschaft in der heutigen Steiermark an Theoderich und die Ostgoten über, während sie im heutigen Niederösterreich an die germanischen Langobarden fiel, die die Nachfolge der Rugier antraten. Im 6. Jahrhundert überließ Ostrom im Zuge der Kämpfe gegen die Ostgoten den Langobarden auch das Gebiet der ehemaligen römischen Provinz Binnennorikum.
568, nachdem die Langobarden zusammen mit den mutmaßlich mongolischen Awaren das östlich des Wienerwaldes angrenzende Gepidenreich vernichtet hatten, zogen sie nach Italien ab, wo sie das Langobardenreich errichteten. Mit den nachrückenden Awaren, die nun die Herrschaft über das Gebiet übernahmen, kamen ab etwa 590 als deren Vasallen Slawen in das Land und ließ sich neben der noch vorhandenen alpenromanischen und germanischen Bevölkerung nieder. Auch hier lässt sich die Verbreitung aufgrund von Orts- und Bergbezeichnungen slawischen Ursprungs nachweisen (z. B. Ötscher – abgeleitet vom slawischen Wort „otec“ für „Vater“).
743 gelangte das Mariazellerland zusammen mit ganz Karantanien unter die bayerische Oberhoheit. Mit diesem Zeitpunkt beginnt die die deutsche Geschichte des Landes im engeren Sinn und eine verstärke deutsche, hauptsächlich bayerische Siedlungstätigkeit, die zur Ausformung des heutigen Landes führte.
Die Bayern hatten auf deren Bitte die Alpenslawen von der awarischen Herrschaft befreit. 788 gliederte Karl der Große das bayerische Stammesherzogtum dem Frankenreich ein. Gegen Ende der Karolingerzeit erstarkten die deutschen Stammesherzogtümer wieder, so auch Bayern, das die karantanische Mark bis Mariazell auch gegen die im 10. Jahrhundert vordringenden Ungarn verteidigen konnte. 976 wurde vom sächsischen Kaiser Otto II. das Gebiet südlich des Alpenhauptkammes vom Herzogtum Bayern getrennt, um dessen Einfluss innerhalb des deutschen Reiches zu schwächen. Zugleich wurde im neuen Herzogtum Kärnten eine neue Karantanische Mark gebildet, die zum Grundstein des späteren Herzogtums Steiermark wurde.

### Mittelalter

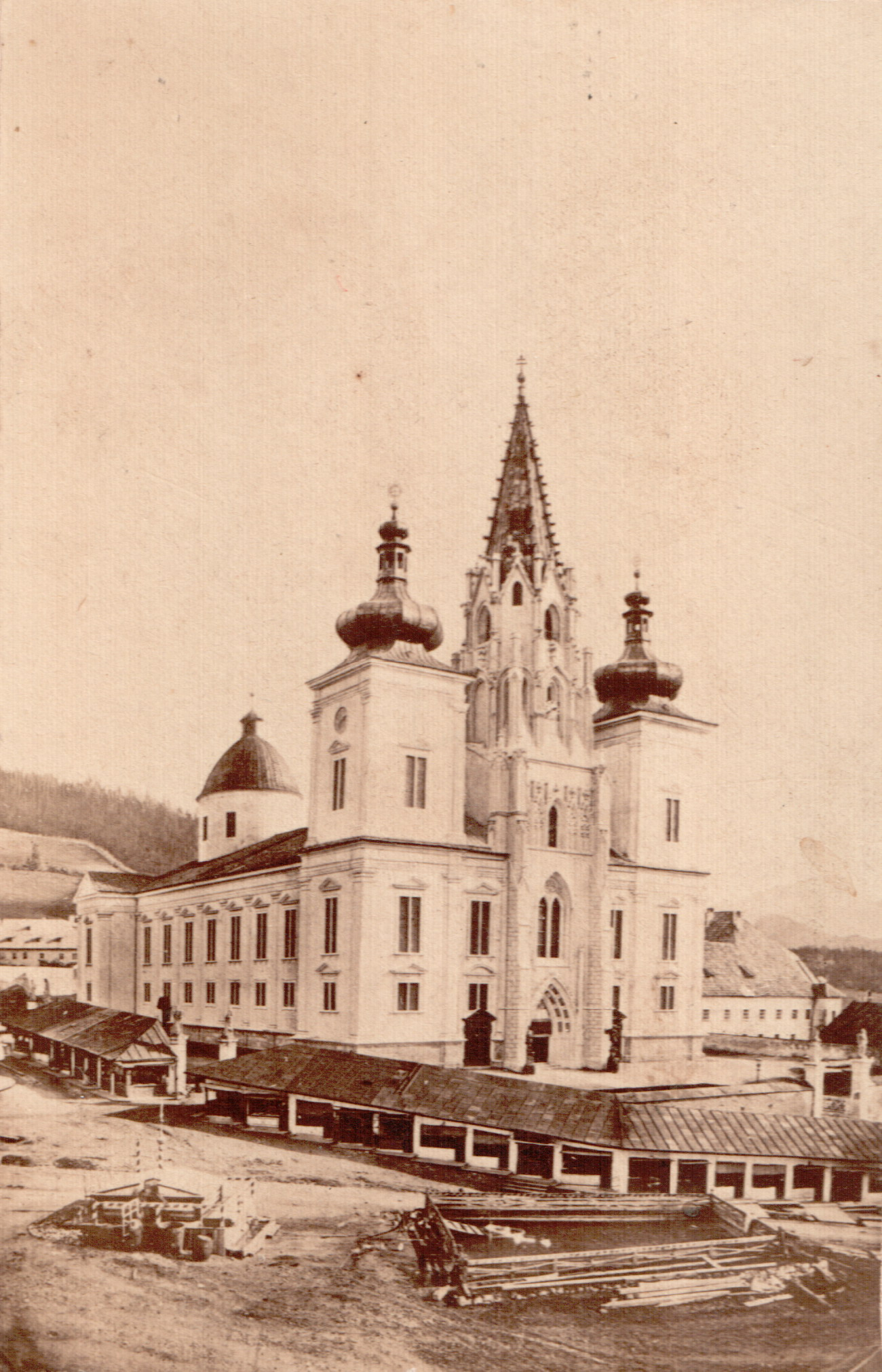
Historische Ansicht der Basilika Mariazell, ca. 1880

1025 machte König Konrad II. seiner Schwägerin Beatrix – vermählt mit Adalbero von Eppenstein – Teile der Grafschaft im Mürztale zum Geschenk. Bei der Schenkung handelte es sich um 100 Huben (niederdeutsch „Hufe“), zu denen auch das Gebiet des späteren Marktes Mariazell gehörte. Langjährige Streitprozesse wurden um diese Schenkung vor dem Reichsgericht und sogar vor dem Papst ausgetragen. Der Salzburger Erzbischof Eberhard entschied im Jahre 1151 in der Sache zugunsten des Stiftes St. Lambrecht, das die letzten Eppensteiner (erloschen 1122) in den Jahren um 1100 gegründet hatten. Es dürfte schon kurz darauf zur Teilung des Pfarrgebietes Mariazell und der Herrschaft Aflenz gekommen sein. Aus einer Urkunde von Papst Hadrian IV. entnehmen wir das Datum 21. Dezember 1157 – noch heute wird dieser Tag traditionellerweise als Gründungstag von Mariazell gefeiert, auch wenn er historisch nicht belegbar ist.
1157 kam der Mönch Magnus mit seiner aus Lindenholz geschnitzten Marienstatue in das Zellertal und errichtete um die auf einem Baumstrunk stehende Statue die erste Kapelle, um die der spätere Ort heranwuchs. Diese hatte der Legende nach zuvor einen Felsen geteilt, der den Weg versperrte. Aus ‚Maria in der Zelle‘ entstand der Name Mariazell.
1344 wurde der Ort zum Markt erhoben. 1340–1380 wurden an der Kirche Umbauten im gotischen Stil vorgenommen.
1420 kamen die Türken das erste Mal nach Mariazell, wobei es zu einem Brand des Ortes und der Kirche kommt. 1474 verwüstet ein weiterer Brand den Ort. 1532 kamen die Türken abermals nach Mariazell und steckten mehrere Häuser in Brand. Die Kirche blieb jenes Mal verschont.

### Neuzeit

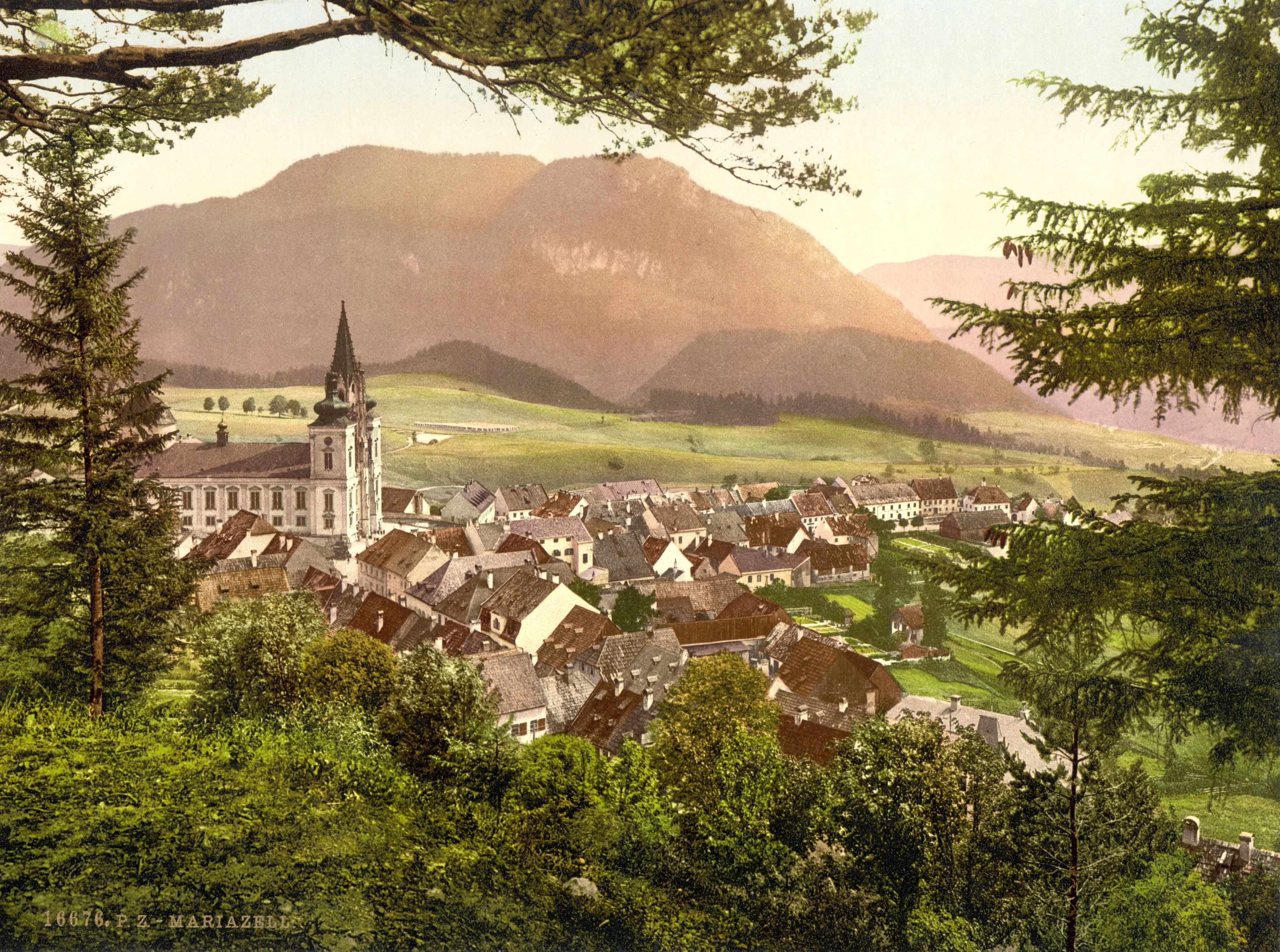
Historische Ansicht von Mariazell, ca. 1900

1644 wurde die Barockisierung der Kirche durch Abt Benedikt Pierin eingeleitet und mit den Arbeiten Baumeister Sciassia beauftragt. Nach seinem Tode wurden die Bauarbeiten von verschiedenen Baumeistern fortgesetzt und 1780 abgeschlossen.
1679 besuchte Kaiser Leopold I. die Mariazeller Gnadenmutter und schleppte in seinem Gefolge durch einen infizierten Kammerdiener die Pest in Mariazell ein. 156 Personen fielen der Seuche zum Opfer.
1683 wurden aus Furcht vor neuerlichen Türkeneinfällen die Gnadenstatue sowie das Schatzkammerbild nach St. Lambrecht gebracht, von wo diese noch im selben Jahr wieder zurückkamen.
1742 erteilte die Kaiserin Maria Theresia dem Abt Eugen Inzaghi die Privilegien zum Erzabbau in Gollrad und Aschbach, sowie für den Bau und Betrieb eines Mariazeller Eisengusswerkes. 1786 hob Kaiser Joseph II. im Rahmen seiner Klosteraufhebungen auch das Stift St. Lambrecht auf, wovon auch Mariazell betroffen war. Die Wallfahrten wurden erschwert und später gänzlich untersagt.
1798 verwüstete neuerlich ein Großbrand den Ort, wobei vornehmlich die Wiener Straße betroffen war. 1805 kam es in der Schlacht bei Mariazell zu Kampfhandlungen mit den französischen Truppen unter Napoleon. 1809 wurde der Kirchenschatz vor den französischen Truppen nach Temesvár in Ungarn in Sicherheit gebracht. Wenige Wochen später rückten die Franzosen in Mariazell ein. Kampfhandlungen, Requirierung und Missernten führten in diesen Jahren zur Ausblutung der Bevölkerung.

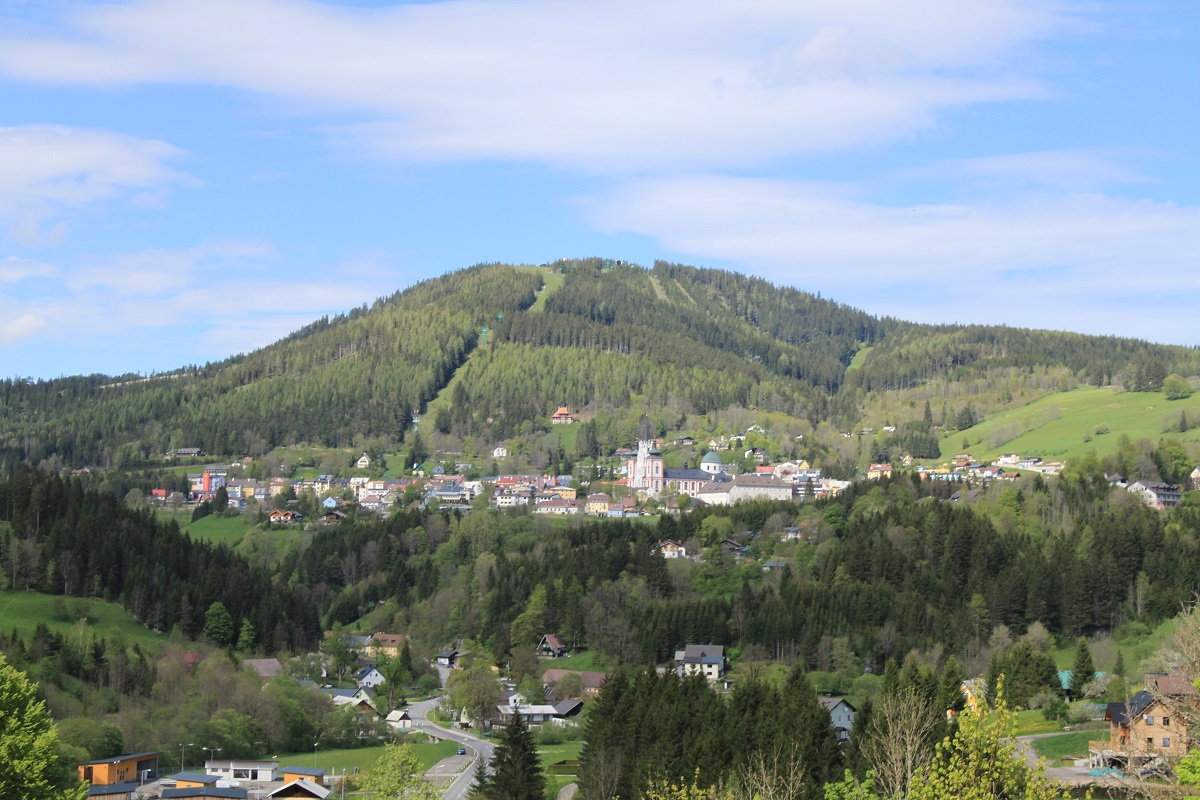
Mariazell vom Sigmundsberg aus fotografiert

1816 wurde zu einem regelrechten Hungerjahr. Erzherzog Johann ließ die Kartoffel einführen und Armenäcker in der Gegend zur Bekämpfung des Hungers anlegen. 1818 kaufte Erzherzog Johann den Brandhof.
1827 kam es in der Allerseelennacht zum größten Brand, der fast den gesamten Ort einäscherte und bei dem die Kirche schwere Brandschäden erlitt. 1828–1832 konnte der Ort unter großen Mühen und Opfern wieder aufgebaut werden.
1892 wurde im stillgelegten Bohrwerk des Eisenwerkes ein Elektrizitätswerk aufgebaut und in den folgenden Jahren Mariazell erstmals mit elektrischem Strom versorgt. 1896 erfolgte der Bau der ersten allgemeinen Wasserleitung. 1898 wurde das Mariazeller Eisengusswerk stillgelegt.
1907 wurde die im Jahr zuvor fertiggestellte Mariazellerbahn dem öffentlichen Verkehr übergeben. 1911 wurde die Mariazellerbahn elektrifiziert.
1924 wurden die Mariazeller Festspiele im neu erbauten Festspielhaus eröffnet. Sie erlebten 1925 ihren Höhepunkt. In den folgenden Jahren kam es jedoch zum finanziellen Niedergang und zum Ende der Spiele.
1928 wurde als eine der ersten Seilbahnen in Österreich die Seilschwebebahn auf die Bürgeralpe gebaut. Im gleichen Jahr wurde die allgemeine Wasserleitung um die „Student-Quelle“ erweitert.

### Zweite Republik

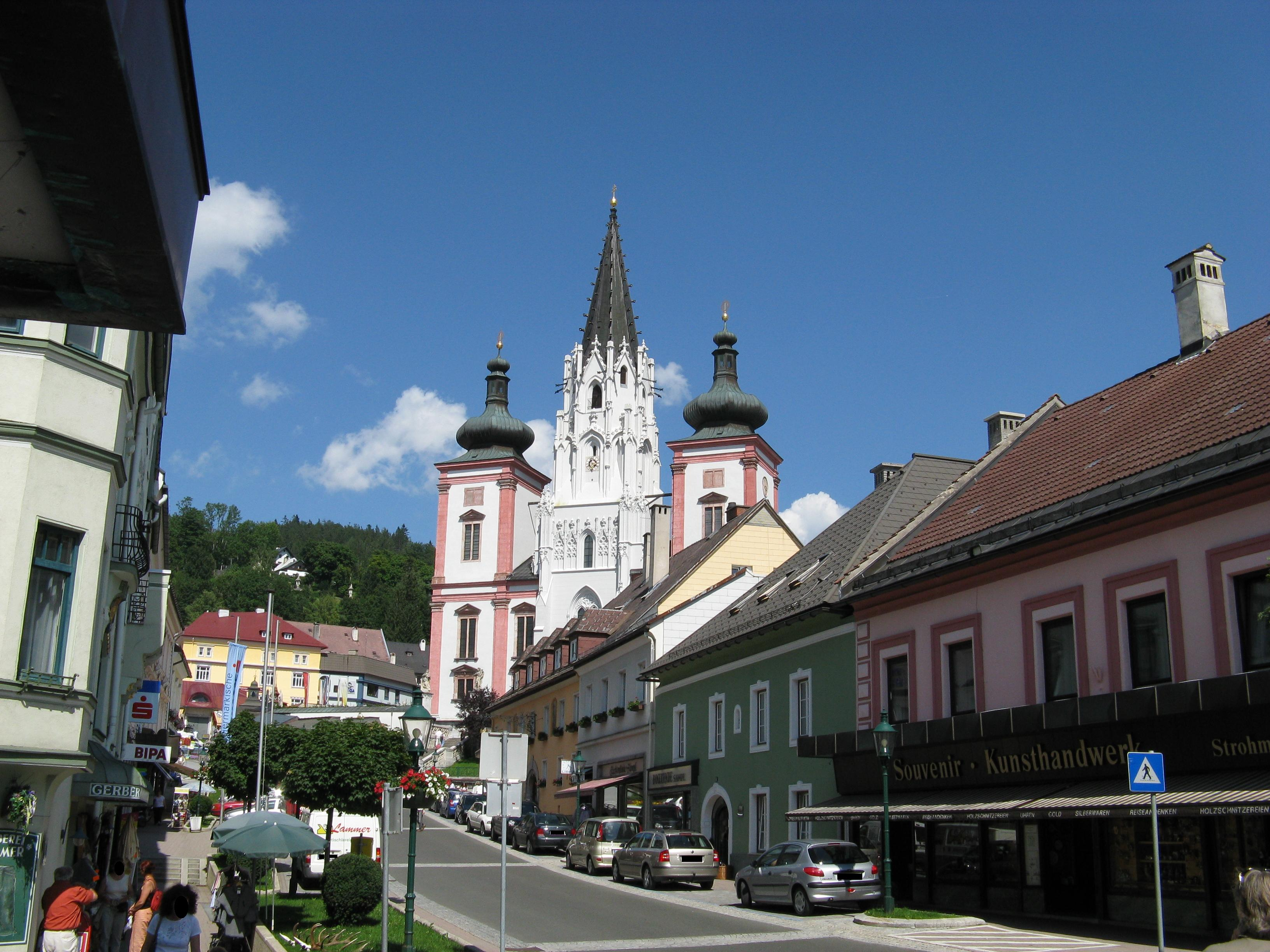
Die Basilika von der Grazerstraße aus gesehen

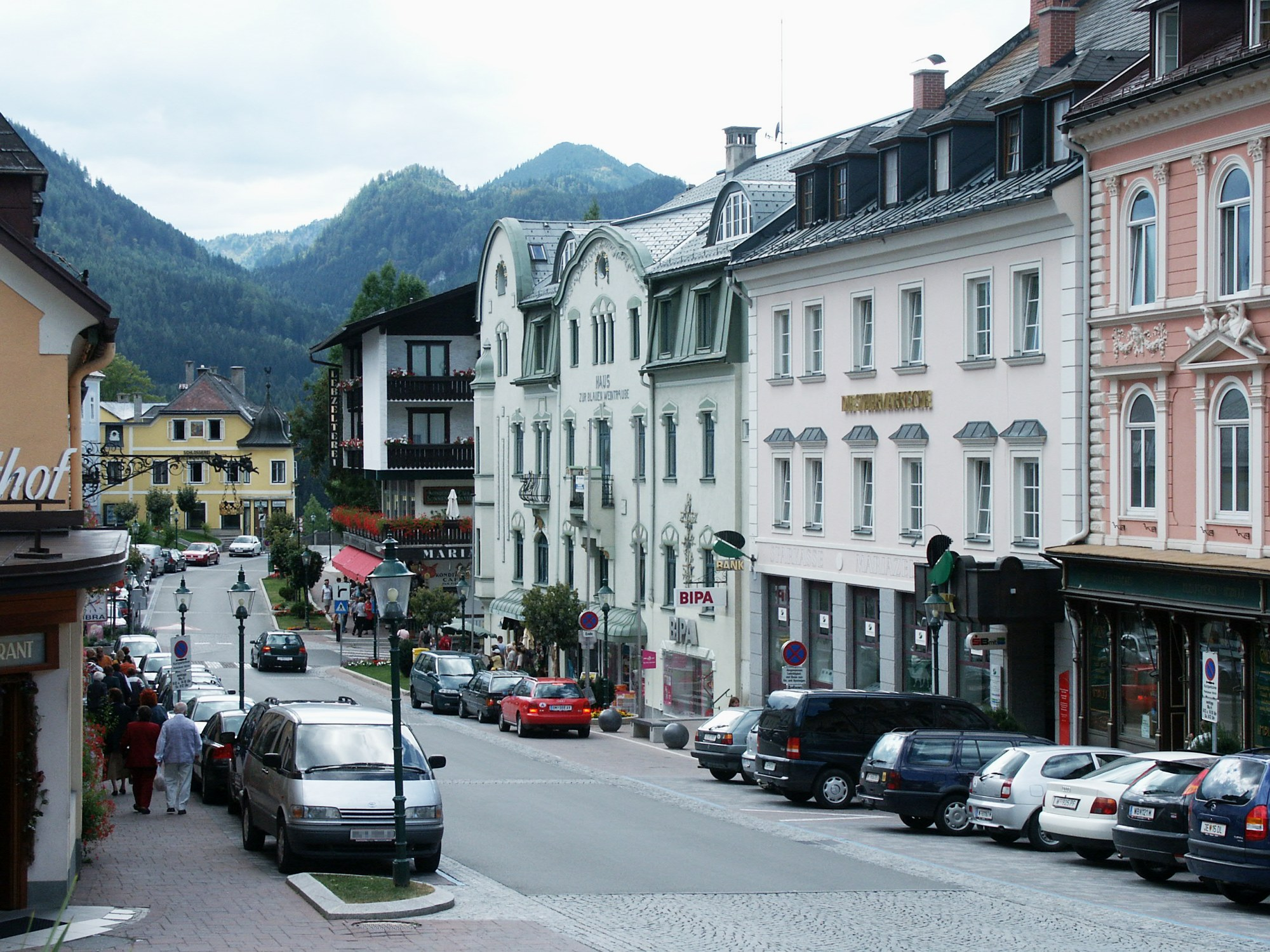
Die Grazerstraße

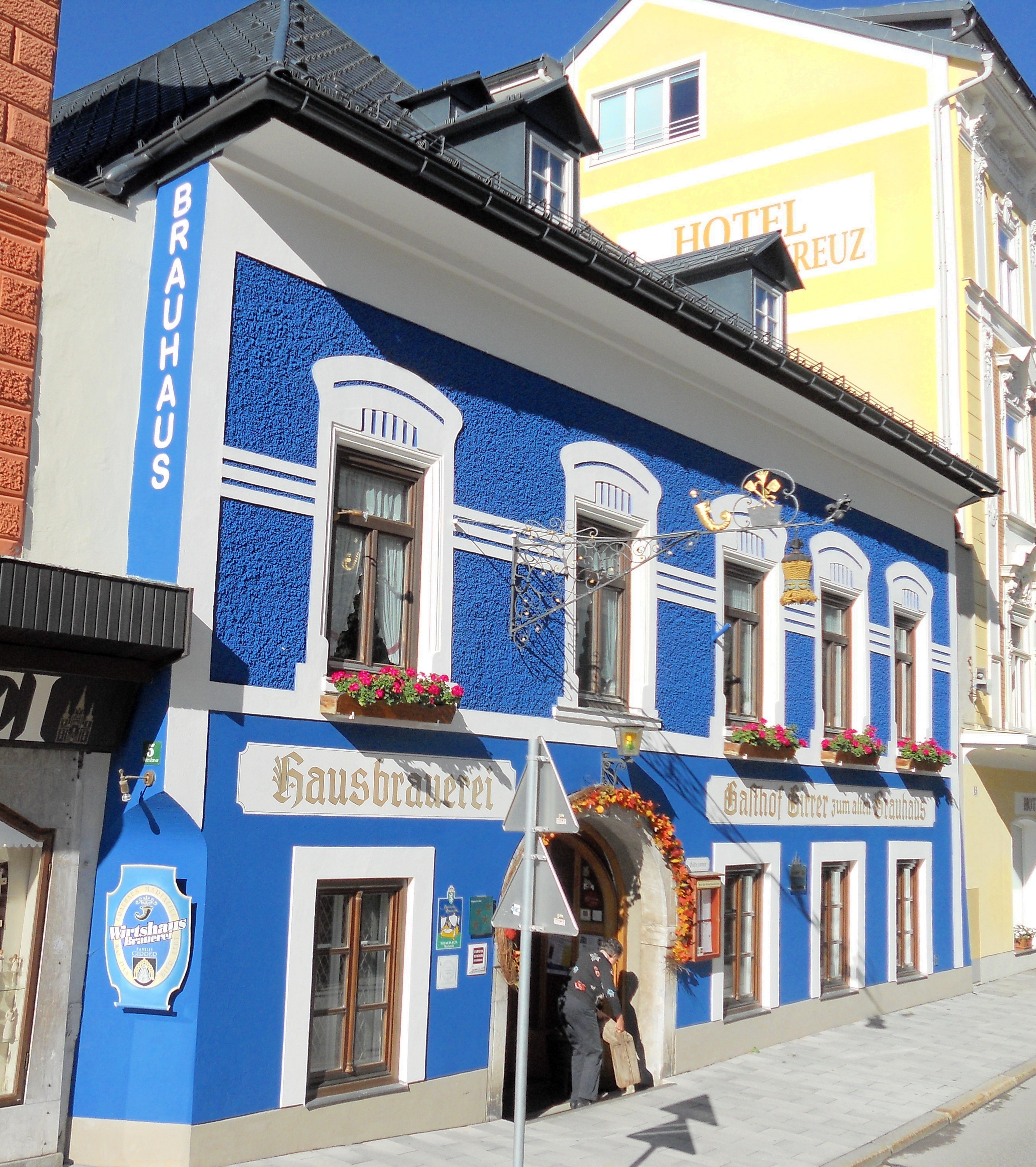
Das Brauhaus in der Wiener Straße

1945 zog die Rote Armee der Sowjetunion in Mariazell ein und nahm mit 5000 Mann Quartier; als Teil der Steiermark kam der Ort aber später im Jahr zur britischen Besatzungszone.
1948 wurde Mariazell zur Stadt erhoben. Eine generelle Kirchensanierung erfolgte von 1955 bis 1957. In diesen Jahren wurden auch die Ortsumfahrung und ein neues Postamt gebaut.
1966 lösten die Patres des Stiftes Kremsmünster die Patres des Schottenstiftes ab, die seit 1949 die kirchliche Leitung Mariazells innehatten. In den folgenden Jahren gab es umfangreiche Sanierungsarbeiten an der Kirche und am Pfarrhof sowie den umliegenden Kapellen vorgenommen und der neue Rosenkranzweg wurde gebaut.
1976 erhielt Mariazell ein Hallenbad und einige Jahre darauf eine Erweiterung der Hauptschule.
1983 besuchte Papst Johannes Paul II. Mariazell. Der Papstaltar wurde am Hauptplatz aufgebaut. Im Zuge dieses Großereignisses wurden in der gesamten Stadt Fassaden umfassend renoviert, der Hauptplatz neu gestaltet und Parkplätze geschaffen.
1990 fand eine Dank- und Freiheitswallfahrt der ehemaligen Ostblockländer mit 25.000 Teilnehmern statt.
1992 wurde die Wallfahrtsseelsorge von den Benediktinern aus Kremsmünster in die Obhut des Gründerstiftes und Mutterklosters St. Lambrecht übergeben.
1988 stellte die Mariazellerbahn ihren Betrieb zwischen Mariazell und Gußwerk ein;  2003 wurden die Anlagen der Mariazellerbahn zwischen Mariazell und Gußwerk abgetragen.
2004: Mitteleuropäischer Katholikentag – Wallfahrt der Völker nach Mariazell mit über 100.000 Besuchern.
2007: Bartholomäus I., 270. Nachfolger des Apostels Andreas und Ökumenischer Patriarch von Konstantinopel, Oberhaupt der rund 300 Millionen orthodoxen Christen, besucht Mariazell. Vom 12. bis 15. August 2007 luden die österreichischen Bischöfe zu einer Jugendwallfahrt nach Mariazell ein. Rund 3000 Jugendliche aus Bosnien-Herzegowina, Kroatien, Polen, der Slowakei, Slowenien, Tschechien, Ungarn und Österreich nahmen daran teil.
Am 8. September 2007 besuchte Papst Benedikt XVI. Mariazell, um anlässlich des 850-Jahr-Jubiläums der Basilika einen Gottesdienst (Vesper) zu feiern. Nachdem am Samstag, 19. November 2016 der Christkindlmarkt am Hauptplatz erstmals geöffnet hatte, fiel in der folgenden Nacht bei starken Windböen der dekorierte Christbaum um. Es kam zu keinen Folgeschäden, der Leuchtschmuck blieb in Funktion.
Die Gemeinden des Mariazeller Landes, Mariazell, Gußwerk, Halltal und St. Sebastian wurden durch die Gemeindestrukturreform in der Steiermark, per 1. Jänner 2015 zur Stadtgemeinde Mariazell zusammengelegt. Mariazell wurde damit flächenmäßig zur drittgrößten Gemeinde Österreichs.
Zu Heiligabend, 24. Dezember 2023 stürzte in Folge eines Sturms der Christbaum am Hauptplatz um. Die Oberleitung der Mariazellerbahn wurde im Bereich der Bergstrecke von 80 umgestürzten Bäumen getroffen, Räumung und Reparaturen benötigten mehrere Wochen.

## Kultur und Sehenswürdigkeiten
Siehe auch: Liste der Rosenkranzstationen in Mariazell

### Basilika von Mariazell

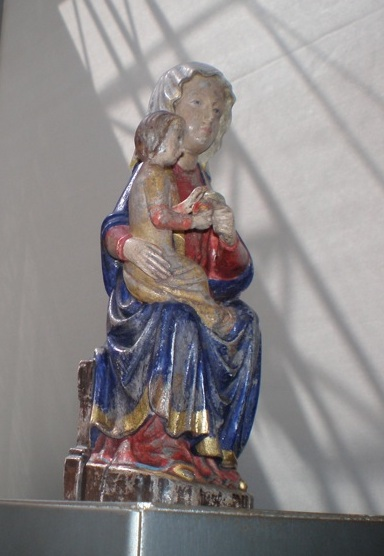
Kopie der Magna Mater Austriae ohne das typische Prunkgewand

Eine gotische Basilika aus dem 14. Jahrhundert. Auffällig sind die prächtige barocke Innenausstattung und die drei Türme an der Westfront. Die Kirche beherbergt in der so genannten Gnadenkapelle die Magna Mater Austriae. Bei diesem Gnadenbild handelt es sich um eine kleine hölzerne Marienstatue aus dem 13. Jahrhundert, die mit einem Prachtgewand bekleidet ist und in der Volksfrömmigkeit vieler Katholiken aus dem gesamten mitteleuropäischen Raum eine große Rolle spielt.

### Pilgerwege

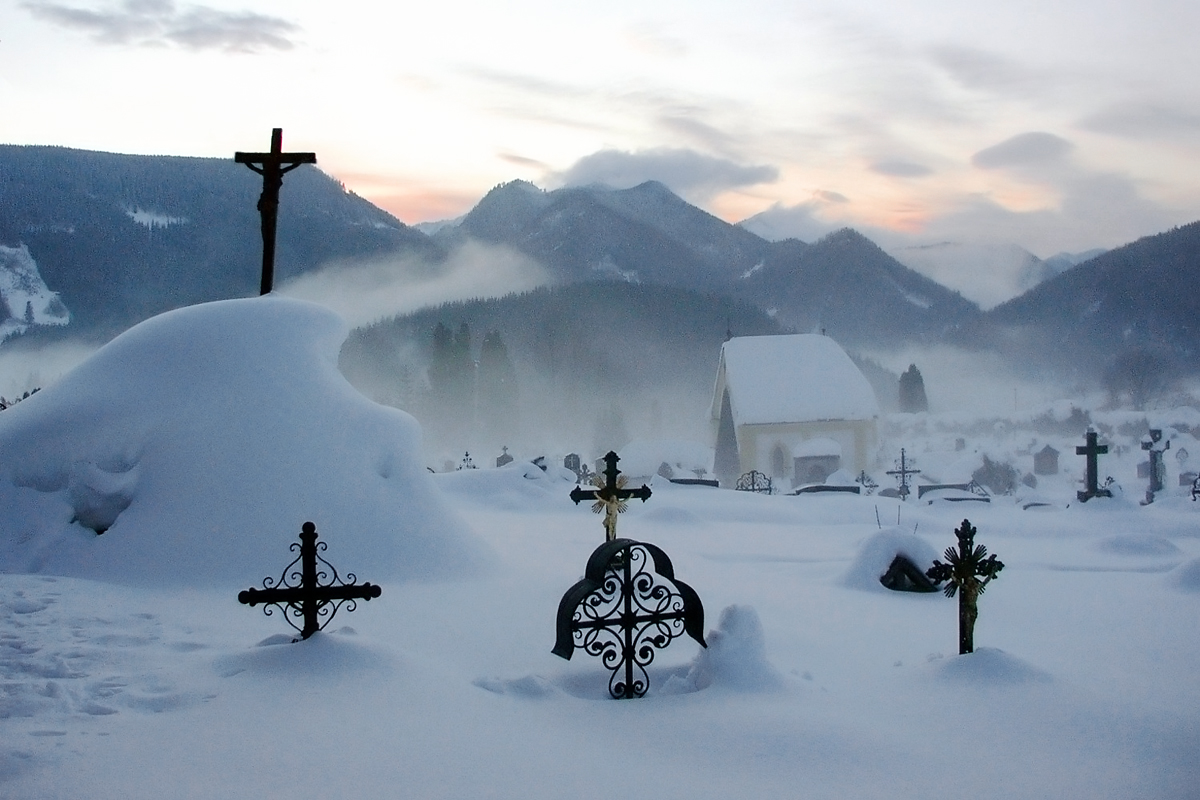
Tief winterlicher Friedhof

Zahlreiche nationale und internationale Pilgerwege führen nach Mariazell. Solche sind auszugsweise:
- Via Sacra von Wien (Mödling)
- Die sieben Äste des Österreichischen Weitwanderwegs 06 (Mariazeller Wege):
  - Kärntner Mariazellerweg von Klagenfurt
  - Steirischer Mariazellerweg von Eibiswald über Graz
  - Burgenländischer Mariazellerweg von Eisenstadt
  - Wiener Mariazellerweg (auch Wiener Wallfahrerweg) von Wien-Rodaun bzw. Perchtoldsdorf
  - Niederösterreichischer Mariazellerweg vom Nebelstein
  - Oberösterreichischer Mariazellerweg vom Pöstlingberg bei Linz
  - Salzburger Mariazellerweg von Salzburg
- Mariazeller Gründungsweg von St. Lambrecht
- Internationaler Marienpilgerweg I23 von Tschenstochau
- Mária Út aus Transsylvanien

Weiters verlaufen der Nord-Süd-Weitwanderweg (Österreichischer Weitwanderweg 05) und der Europäische Fernwanderweg E6 durch Mariazell.

## Wirtschaft und Infrastruktur
Der Wallfahrtstourismus ist der bedeutendste Wirtschaftszweig der Region. Der Stahlguss und die Holzeinbringung waren früher Haupteinnahmequellen der Region.

### Wirtschaftssektoren
Die folgende Tabelle zeigt die Entwicklung der Anzahl der Betriebe und der Beschäftigten in den Wirtschaftssektoren:
| Wirtschaftssektor            | Anzahl Betriebe | Anzahl Betriebe | Anzahl Betriebe | Erwerbstätige | Erwerbstätige | Erwerbstätige |
| Wirtschaftssektor            | 2021            | 2011            | 2001            | 2021          | 2011          | 2001          |
| ---------------------------- | --------------- | --------------- | --------------- | ------------- | ------------- | ------------- |
| Land- und Forstwirtschaft 1) | 60              | -               | -               | 147           | 164           | 118           |
| Produktion                   | 49              | 49              | 50              | 423           | 561           | 494           |
| Dienstleistung               | 281             | 288             | 300             | 1123          | 1027          | 1255          |

1) Betriebe mit Fläche in den Jahren 2010 und 1999, Arbeitsstätten im Jahr 2021

### Verkehr

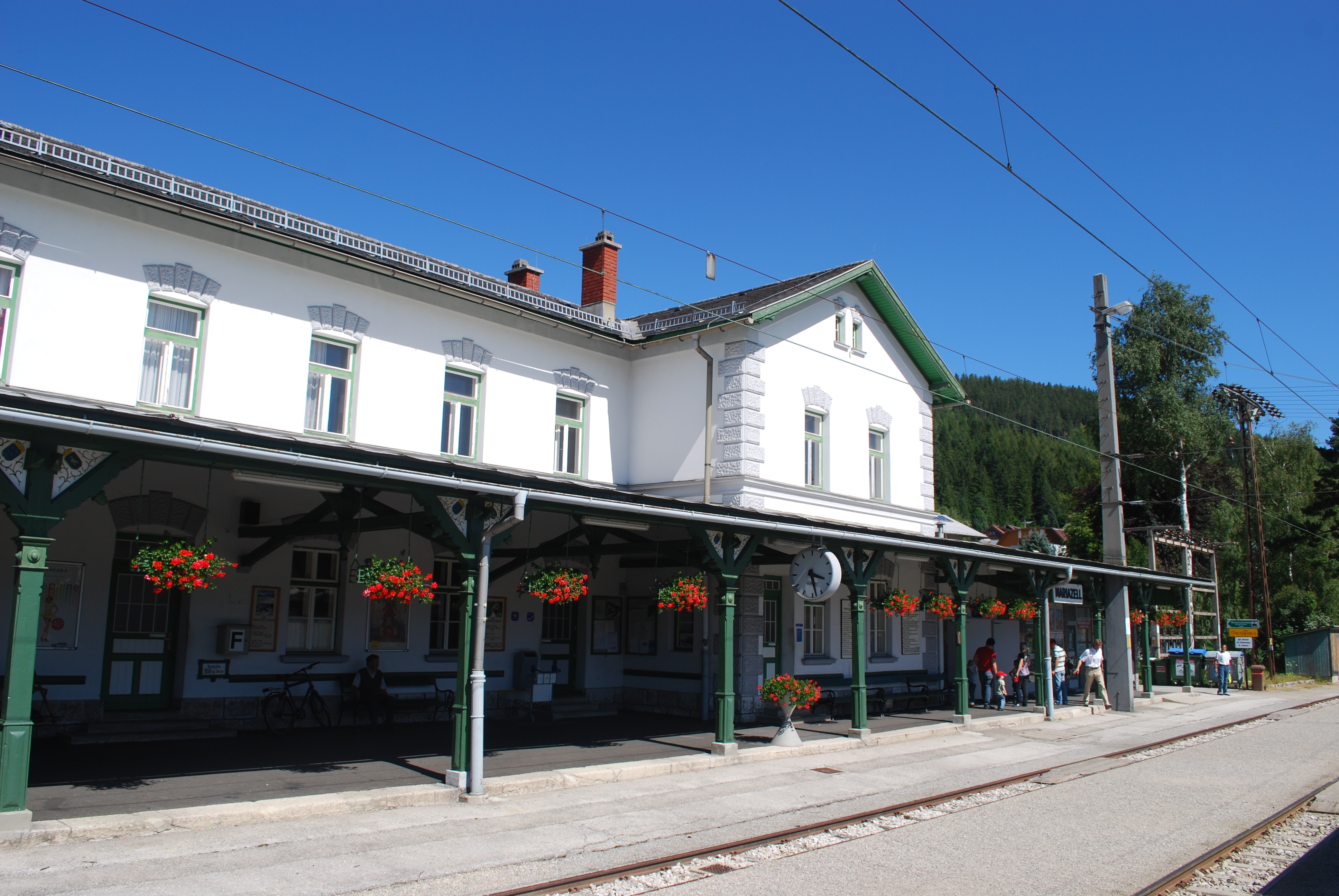
Mariazeller Bahnhof

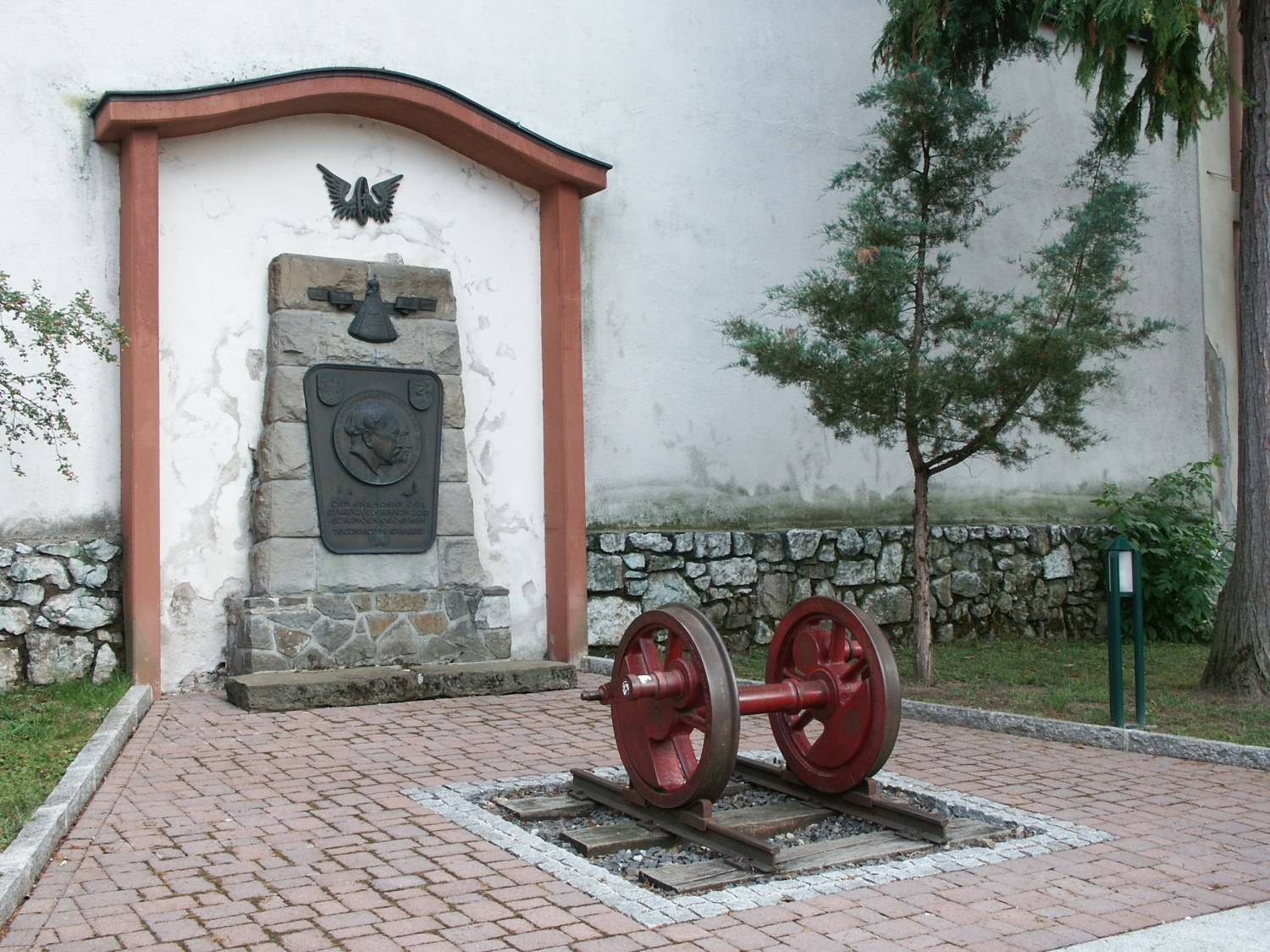
Denkmal für die Erbauer der Mariazellerbahn

- Straße: Mariazell ist Verkehrsknotenpunkt. Es führen vier Landesstraßen durch das Gemeindegebiet:
- Mariazeller Straße B 20, führt von Kapfenberg über den Seeberg und den Annaberg durch das Traisental nach Sankt Pölten
- Gutensteiner Straße B 21, führt von Mariazell über Sankt Aegyd/Neuwald und Gutenstein nach Wiener Neustadt
- Hochschwab Straße B 24, führt von Mariazell durch das Salzatal nach Landl
- Zellerrain Straße, führt über den Zellerain ins Ybbstal nach Lunz am See

- Bahn: Mariazell ist außerdem der südliche Endpunkt der Mariazellerbahn, einer schmalspurigen und historischen elektrifizierten Bahnstrecke von Sankt Pölten durch das Pielachtal nach Mariazell; der Bahnhof liegt allerdings einen Kilometer (15 Gehminuten) vom Ortszentrum entfernt (Ortsteil Sankt Sebastian). Der Personenverkehr wurde 1907 aufgenommen. Die Bahntrasse führte bis Gußwerk, der Betrieb dorthin wurde aber 1988 eingestellt. Zugsverbindungen von/nach Sankt Pölten tagsüber täglich alle 2 Stunden. Vom Bahnhof Mariazell führt auch eine Museumsstraßenbahn zum nahen Erlaufsee. Zu dieser Museumslinie ist seit 2007 eine Verlängerung vom Bahnhof an den Stadtrand von Mariazell in Bau.

- Radweg: Mariazell ist neben Traismauer ein Endpunkt des Traisentalradweges

- Luftverkehr: Im Gemeindegebiet liegt der Flugplatz Mariazell.

## Politik

### Gemeinderat
Der Gemeinderat hat 21 Mitglieder.
- Nach den Gemeinderatswahlen in der Steiermark 2000 hatte der Gemeinderat folgende Verteilung: 9 ÖVP, 4 parteifrei und 2 SPÖ.
- Nach den Gemeinderatswahlen in der Steiermark 2005 hatte der Gemeinderat folgende Verteilung: 10 ÖVP, 4 SPÖ und 1 FPÖ.[14]
- Nach den Gemeinderatswahlen in der Steiermark 2010 hatte der Gemeinderat folgende Verteilung: 8 ÖVP, 4 Gemeinsam für unser Mariazell und 3 SPÖ.[15]
- Nach den Gemeinderatswahlen in der Steiermark 2015 hatte der Gemeinderat folgende Verteilung: 12 SPÖ, 6 ÖVP, 2 Freie Heimatliste Mariazellerland und 1 FPÖ.[16]
- Nach den Gemeinderatswahlen in der Steiermark 2020 hat der Gemeinderat folgende Verteilung: 13 ÖVP, 7 SPÖ und 1 Freie Heimatliste Mariazellerland.[17]
- Nach den Gemeinderatswahlen in der Steiermark 2025 hat der Gemeinderat folgende Verteilung: 6 ÖVP, 6 SPÖ, 6 Liste A-Z und 3 FPÖ.[18]

### Bürgermeister
- 1858–1863 Franz Geraus[19]
- 1863–1869 Johann Götz
- 1869–1873 Josef Lang
- 1873–1896 Johann Laufenstein
- 1896–1903 Franz Ritter
- 1903–1910 Gottfried Buschnigg
- 1910–1911 Johann Rögl
- 1911–1924 Karl Laufenstein
- 1924–1932 Roman Feichtegger
- 1932–1938 Alexander Globotschnigg
- 1938–1938 Alois Knaus
- 1939–1945 Josef Scheucher
- 1946–1955 Hans Laufenstein
- 1955–1979 Alfred Schöggl
- 1979–1990 Karl Pingl (ÖVP)
- 1990–2010 Helmut Pertl (ÖVP)
- 2010–2014 Josef Kuss (ÖVP)
- 2015–2019 Manfred Seebacher (SPÖ)[20]
- 2019 Michael Wallmann (SPÖ)
- 2019–2020 Johann Kleinhofer (SPÖ)[21]

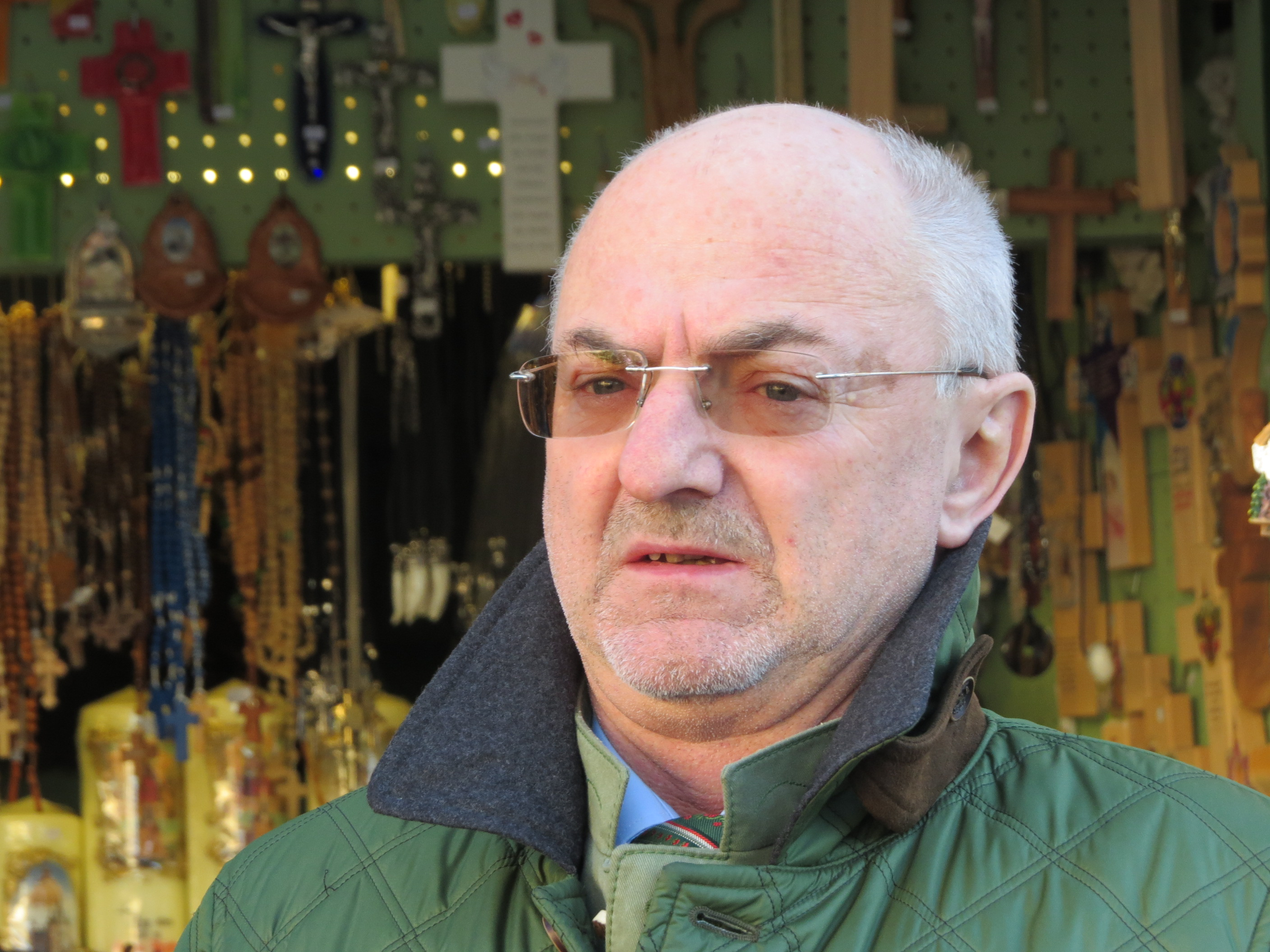
Manfred Seebacher, Bürgermeister von Mariazell von 2015 bis 2019 (2016)

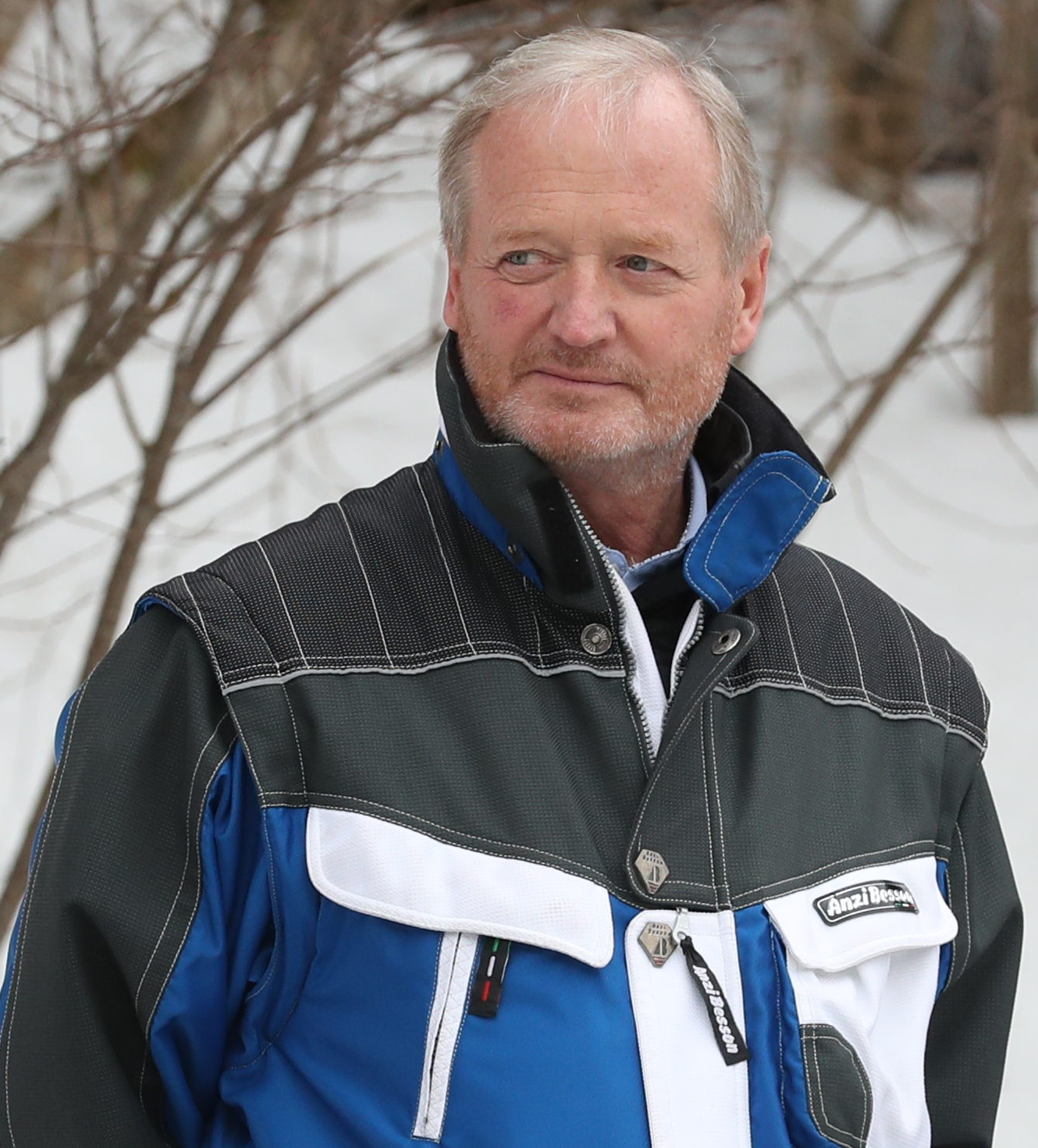
Walter Schweighofer, Bürgermeister 2020–2025 (2022)

- 2020–2025 Walter Schweighofer (ÖVP)[22]
- seit 2025 Helmut Schweiger (Liste A-Z)[23][24]

### Wappen und Flagge
Wegen der Gemeindezusammenlegung verlor das Wappen mit 1. Jänner 2015 seine offizielle Gültigkeit.
Die Wiederverleihung erfolgte mit Wirkung vom 1. November 2015.

Die Blasonierung (Wappenbeschreibung) lautet:
„In schwarzem Schild die stilisierte Darstellung des gotischen Torbogens der Basilika von Mariazell in Gold; davor ebenfalls in Gold die gekrönte Mariazeller Madonna mit dem gleichfalls gekrönten Jesuskind auf ihrem rechten Arm. Die Madonna ist mit einem blauen Mantel und einem auch das Jesuskind einhüllenden weißen, silbern bestickten Gewande bekleidet; das Gewand ist auf der Brustseite der beiden Gestalten mit je einem weißen Kreuzchen geziert.“
Die Stadtflagge (seit 1958) hat drei Streifen in den Farben Blau-Weiß-Gelb mit dem Wappen.

### Regionalpolitik
Die Gemeinde ist Teil der Leader-Region Mariazellerland–Mürztal und Mitglied in der Agenda-21- und Tourismusregion Mariazeller Land, dessen steirische Gemeinden auch die Regionext-Kleinregion des Namens bilden.

### Städtepartnerschaften
In der Zusammenarbeit Shrines of Europe ist Mariazell seit 1996 mit fünf anderen Marienwallfahrtsorten verbunden; 2017 wurde Einsiedeln als siebtes Mitglied aufgenommen. Die Partnerorte sind:
- Altötting, Deutschland, Bayern Wallfahrtsort und Kreisstadt
- Einsiedeln, Schweiz
- Fátima, Portugal
- Loreto, Italien
- Lourdes, Frankreich
- Tschenstochau, Polen

## Persönlichkeiten

### Ehrenbürger der Gemeinde
- Ludwig Leber (1903–1974), Politiker[27]
- Alexander Setznagel (1801–1887), Abt
- 1888: Othmar Murnik (1835–1901), Abt
- 1928: Anton Rintelen (1876–1946), Landeshauptmann der Steiermark 1919–1926, 1928–1933[28]
- 1949: Josef Krainer (1903–1971), Landeshauptmann der Steiermark 1948–1971[29]
- 1961: Gabriel Beda-Döbrentei (1912–1997), Benediktiner[30]
- 1972: Franz Wegart (1918–2009), Landeshauptmann-Stellvertreter[31]
- 1978: Maximilian Aichern (* 1932), Bischof[32]
- 1983: Josef Krainer (1930–2016), Landeshauptmann der Steiermark 1980–1996[32]
- 1990: Karl Pingl († 2019), Bürgermeister von Mariazell 1979–1990[32]
- 1994: Richard Feischl, Ehren-Abschnittsbrandinspektor[32]
- 2005: Christoph Schönborn (* 1945), Kardinal[32]
- 2005: Egon Kapellari (* 1936), Bischof[32]
- 2005: Waltraud Klasnic (* 1945), Landeshauptmann[33] der Steiermark 1996–2005[32]
- 2007: Christian Konrad (* 1943), Bankmanager[32]
- 2008: Benedikt XVI. (1927–2022), Papst[32]
- 2009: Karl Schauer, Benediktiner[32]
- 2012: Matthias Pirker (1939–2018), Unternehmer[32]
- 2014: Helmut Pertl, Bürgermeister von Mariazell 1990–2010[32]
- 2022: Erwin Pröll (* 1946), Landeshauptmann von Niederösterreich 1992–2017[34]
- 2024: Hermann Schützenhöfer (* 1952), Landeshauptmann der Steiermark 2015–2022[35]

### Söhne und Töchter der Gemeinde
- Sebastian Ertel (um 1550/1560–1618), Priester und Komponist
- Hans Gumplmayer (1884–1969), Politiker der SPÖ
- Ferdinand Fauland (1893–1980), Schriftsteller, Lehrer, Volksschuldirektor und Offizier in der k.u.k. Armee.
- Alois Leodolter (* 1931), Skispringer
- Fritz Pingl (1931–2015), Leichtathlet
- Otto Leodolter (1936–2020), Skispringer
- Kurt Spurey (* 1941), Keramiker
- Grete Digruber (1945–2010), Skirennläuferin
- Marie Luise Kaltenegger (* 1945), Journalistin und Publizistin
- Helmut Klein (* 1945), Fotograf
- Peter Loidolt (1945–2024), Festspielleiter
- Hanne Egghardt (* 1948), Autorin, Übersetzerin und Journalistin
- Peter Teubenbacher (* 1972), Journalist und Fernsehmoderator

### Mit der Stadt verbundene Persönlichkeiten
- Robert Kramreiter (1905–1965), Architekt
- Maria Henriette von Österreich-Teschen (1883–1956), Adelige
- Viktorin Weyer (1866–1939), Abt